# Eduard Gelpke
Carl Wilhelm Eduard Gelpke (* 18. Januar 1847 in Braunschweig; † 13. Dezember 1923 ebenda) war ein deutscher Maler.

## Leben und Werk

Aquarell Gelpkes, das u. a. sein Geburtshaus, Ruhfäutchenplatz 6 (rechtes Eckhaus), zeigt.

Geschäftshaus Wendenstraße 12, 1894 gemalt.

Autograph Gelpkes aus dem Jahr 1899 (Postkarte an den Dortmunder Kartenhändler Fried Salmen)

Eduard Gelpke wurde als Sohn des Grenzaufsehers Carl Elias Heinrich Emil Gelpke und dessen Ehefrau Johanna Louise Caroline Friedrieke, geb. Bookmann, geboren. Die Familie wohnte zu dieser Zeit im Stadtzentrum am Ruhfäutchenplatz 6. Eduard Gelpke war verheiratet und hatte drei Kinder.
Nachdem er zunächst als Schlossermeister tätig gewesen war, wandte sich der Autodidakt ab den 1870er Jahren der naiven Malerei zu. Er ist für eine Vielzahl sehr detailgetreuer Aquarelle von Häusern und Straßenzügen der Braunschweiger Innenstadt bekannt, wobei er sich auf jene konzentrierte, die im Zuge der damaligen Stadterneuerung abgerissen werden sollten.
Die Malerei wurde nach und nach zu Gelpkes eigentlichem Beruf. Ab 1902 bezeichnete er sich selbst als „Kunstmaler“. Obwohl das Städtische Museum Braunschweig auf Initiative von Gelpkes Gönner, dem Architekten und Hochschullehrer Constantin Uhde, bereits in den 1880er und 1890er Jahren einige seiner Arbeiten ankaufte und auch mehrere Postkartenserien diese abbildeten, war das Interesse an Gelpkes Werk zu seinen Lebzeiten so gering, dass er weder als Künstler anerkannt wurde, noch über eine gesicherte Lebensgrundlage verfügte. So sind z. B. nur wenige Privatankäufe seiner Werke bekannt. Erst heute werden seine Bilder alter Häuser und Straßenszenen, die vor allem auch nach den Zerstörungen des Zweiten Weltkrieges nicht mehr vorhanden sind, als wichtige stadtgeschichtliche Quellen geschätzt.

## Künstlerische Qualität
Gelpkes Werk ist durch großen, geradezu dokumentarischen Detailreichtum auf der einen Seite, bei gleichzeitig auf der anderen Seite begrenztem künstlerischen Vermögen gekennzeichnet, das sich in der Naivität des Dargestellten (insbesondere bei Personen und Perspektiven) spiegelt. Deutlich erkennbar ist Gelpkes emotionaler Standpunkt und das Gefühl des bevorstehenden Verlustes des Abgebildeten. Gelpke dokumentierte die Stätten seiner Kindheit, die kurz darauf der Stadtplanung geopfert wurden. Seine z. T. überdeutliche Subjektivität und Idealisierung der dargestellten Gebäude, Hinterhöfe und Gassen macht aber seine Arbeit heute zu einem Dokument der Zeit.